# Marc-Olivier Hassoun
Marc-Olivier Hassoun (Montréal, 2 maggio 1980) è un ex schermidore canadese.

## Biografia
Si è laureato all'università di Montréal in Scienze Politiche e Legge. È cofondatore e vicepresidente della Aquagold Inc.

## Palmarès
In carriera ha conseguito i seguenti risultati:
- Giochi Panamericani:

Winnipeg 1999: oro nella sciabola a squadre.